# Bernesga
El Bernesga és un riu del nord-oest de la península Ibèrica que neix a la serralada Cantàbrica. És un afluent pel marge dret del riu Esla a Pajares de los Oteros després de creuar de nord a sud la província de Lleó. Té una longitud de 77 km i passa per la ciutat de Lleó.
El Bernesga neix per sobre del pas de muntanya de Pajares, a la serralada Cantàbrica, on diversos rierols com el Dulcepeña, Cayeros i Rocapeñas conflueixen per a formar la seva llera als 1500 metres d'altitud. Al llarg del seu curs no disposa de cap embassament que en reguli el cabal, només l'embassament del riu Casares, un afluent per la dreta, controla les seves aigües. El Bernesga corre entre l'orogènesi alpina del massís central asturià, adaptant-se a les falles, buscant passos entre les roques i tallant i trepant capes de tot tipus de materials.